# Scoparia rigidalis
Scoparia rigidalis là một loài bướm đêm trong họ Crambidae.